# Alveoplectrus corumbae
Alveoplectrus corumbae is een vliesvleugelig insect uit de familie Eulophidae. De wetenschappelijke naam is voor het eerst geldig gepubliceerd in 1904 door Ashmead.